# Rate-of-Living-Theorie
Die Rate-of-Living-Theorie (dt. „Lebensratentheorie“) ist ein Erklärungsmodell für das Altern von Organismen, die sich geschlechtlich fortpflanzen. Die Hypothese ist einer der ersten Beiträge zur Alternstheorie und wurde 1928 von dem US-amerikanischen Biogerontologen Raymond Pearl aufgestellt.

## Beschreibung
Die Rate-of-Living-Theorie von Pearl basiert auf Max Rubners 1908 veröffentlichter Stoffwechseltheorie. Rubner beobachtete, dass sich die Lebenserwartung eines Organismus umgekehrt proportional zu seiner massenspezifischen Stoffwechselrate verhält. Das heißt, dass die Lebensspanne umso kürzer ist, je höher die massenspezifische Stoffwechselrate ist. Zusammen mit der von Jacques Loeb und John Howard Northrop gemachten Beobachtung, dass die Lebenserwartung von Taufliegen (Drosophila) mit abnehmender Umgebungstemperatur zunimmt, schloss Pearl – wie vor ihm schon Rubner –, dass der Grundumsatz sich umgekehrt proportional zur maximalen Lebenserwartung eines Organismus verhält. Raymond Pearl vermutete, dass die Lebenserwartung durch Zellbestandteile limitiert sei, die mit erhöhtem Stoffwechsel schneller abgebaut beziehungsweise beschädigt würden.
In der Folge wurden verschiedene Varianten der Rate-of-Living-Theorie aufgestellt. So wurden andere die Lebensdauer begrenzende Faktoren postuliert. Dazu gehört beispielsweise die maximale Zahl Herzschläge, die ein Organismus im Laufe seines Lebens haben kann.
Mit der 1956 von Denham Harman aufgestellten Theorie der freien Radikale, als neue Alternstheorie, wurde der Kreis zu Pearls Theorie geschlossen. Harmans Theorie baut auf der Rate-of-Living-Theorie auf. Denn je höher die Stoffwechselrate eines Organismus ist, umso höher ist dessen Atemfrequenz und in deren Folge die Aufnahme von Sauerstoff, der wiederum zu einer entsprechend erhöhten Produktion reaktiver Spezies (freie Radikale) in den Zellen führt. Die freien Radikale führen wiederum – so Harmans Theorie – zu einem beschleunigten Alterungsprozess.

## Rezeption
Für viele Jahre war die Rate-of-Living-Theorie die führende Alternstheorie. Die einfachste Interpretation der Rate-of-Living-Theorie ist, dass die Absenkung des Stoffwechsels eines Organismus seine Lebenserwartung erhöht. Zahlreiche Experimente, beispielsweise die Kalorienrestriktion bei etlichen Modellorganismen, scheinen die Theorie zu bestätigen.
Einige Beobachtungen stehen jedoch in Widerspruch zur Rate-of-Living-Theorie. Beispielsweise ist sportliche Betätigung generell mit einer höheren Stoffwechselrate verbunden. Die Lebenserwartung verkürzt sich aber durch Sport weder bei Ratten noch bei Menschen. Bei Individuen einer Art gibt es offensichtlich keine Korrelation zwischen Lebenserwartung und massenspezifischer Stoffwechselrate. Zumindest bei Mäusen und Taufliegen konnte keine Korrelation gefunden werden. Auch wenn die Kalorienrestriktion die Lebenserwartung erhöht, so reduziert sie nicht die Stoffwechselrate. Vögel und Säugetiere haben ähnliche Stoffwechselraten, dennoch leben Vögel generell deutlich länger als Säugetiere vergleichbarer Größe.

## Weiterführende Literatur
- U. Neuhäuser-Berthold und P. Lührmann: Die Stoffwechselrate als Uhr des Lebens. (PDF; 366 kB) In: Spiegel der Forschung 24, 2007, S. 49–53.
- K. Brys u. a.: Testing the rate-of-living/oxidative damage theory of aging in the nematode model Caenorhabditis elegans. In: Exp Gerontol 42, 2007, S. 845–851. PMID 17379464 (Review)
- W. A. Van Voorhies u. a.: Testing the "rate of living" model: further evidence that longevity and metabolic rate are not inversely correlated in Drosophila melanogaster. In: J Appl Physiol 97, 2004, S. 1915–1922. doi:10.1152/japplphysiol.00505.2004 PMID 15234957
- M. Rubner: Ueber den Einfluss der Körpergrösse auf Stoff- und Kraftwechsel. In: Z Biol 19, 1883, S. 535–562.